# Колкач (деревня, Кирилловский район)
Колкач — деревня в Кирилловском районе Вологодской области.
Входит в состав Талицкого сельского поселения, с точки зрения административно-территориального деления — в Колкачский сельсовет.
Расстояние до районного центра Кириллова по автодороге — 55,6 км.
По переписи 2002 года население — 7 человек.

## История
Одно из древних селений края. В XV в. владельцем деревни был Есип Пикин, который «ту д. Колкач велел расставити на двое». В грамоте 1471 г. сообщается о д. Колкач Павловской Телибанова и другой д. Колкач Васюковской Телибанова (АГР, I, № 41). В конце XV в. обе деревни перешли во владение Кирилло-Белозерского монастыря (Арх. Стр. I, 35, 163, 180). В XVI – начале XVII в. они называются д. Колкач Большой и д. Колкач Меньшой (ПК Белоз 1601, л. 29 об.), а в переписной книге XVII в. сообщается о том, что в с. Колкач находился монастырский двор, двор приказчиков, двор скотный (ПК Белоз 1678, л. 433).

## Этимология названия
Ойконим восходит к фин. kolkka – 'угол> край, местность', карел, kolka – 'угол, уголок' (Ф, II, 294). Иными словами, Колкач – это отдаленная деревня, находящаяся в углу, в отдалении от центра (ср. русское название д. Углы).